# Hypsibius pedrottii
Hypsibius pedrottii är en djurart som tillhör fylumet trögkrypare, och som beskrevs av Bertolani, Manicardi och Gibertoni 1987. Hypsibius pedrottii ingår i släktet Hypsibius och familjen Hypsibiidae. Inga underarter finns listade i Catalogue of Life.